# 小坐骨龍屬
小坐骨龍是美頜龍科恐龍的一屬，是種小型恐龍，身長估計約2.1公尺長，生存於下白堊紀阿爾布階的巴西。雖然只發現小坐骨龍的骨盆及不完整的後肢，但足以確定牠是一屬新的恐龍。系統發生學研究的發現，小坐骨龍是屬於美頜龍科，是美頜龍、極鱷龍的近親；美頜龍生存於侏羅紀晚期歐洲，極鱷龍生存於下白堊紀英格蘭。

## 發現與命名
在2000年，古生物學家大衛·馬提爾（David Martill）與埃伯哈德·弗雷（Eberhard Frey）宣布在一個石塊裡發現小型恐龍的化石，石塊是由卡爾斯鲁厄自然史博物館向巴西化石商人購買來的，化石可能發現於巴西塞阿臘州的Chapada do Araripe。在2004年，德恩·奈許將這個化石敘述、命名。模式種是不對稱小坐骨龍（M. asymmetrica），屬名是由拉丁文的「小」與古希臘文的「坐骨」所構成；種小名就是以牠的不對稱坐骨來命名，牠們左右坐骨形狀不一樣。
正模標本（編號SMNK 2349 PAL）是一個關節連接的部分身體骨骼，包含兩節後段背椎、一個肋骨、腹肋、部分腸骨、恥骨、坐骨、部分股骨、右側脛骨與腓骨的上半段。恥骨的前方有一段化石化的腸臟。這個化石可能發現於桑塔納群的罗穆阿尔多组，地質年代相當於阿爾比階。這個化石屬於一個亞成年標本。

## 敘述

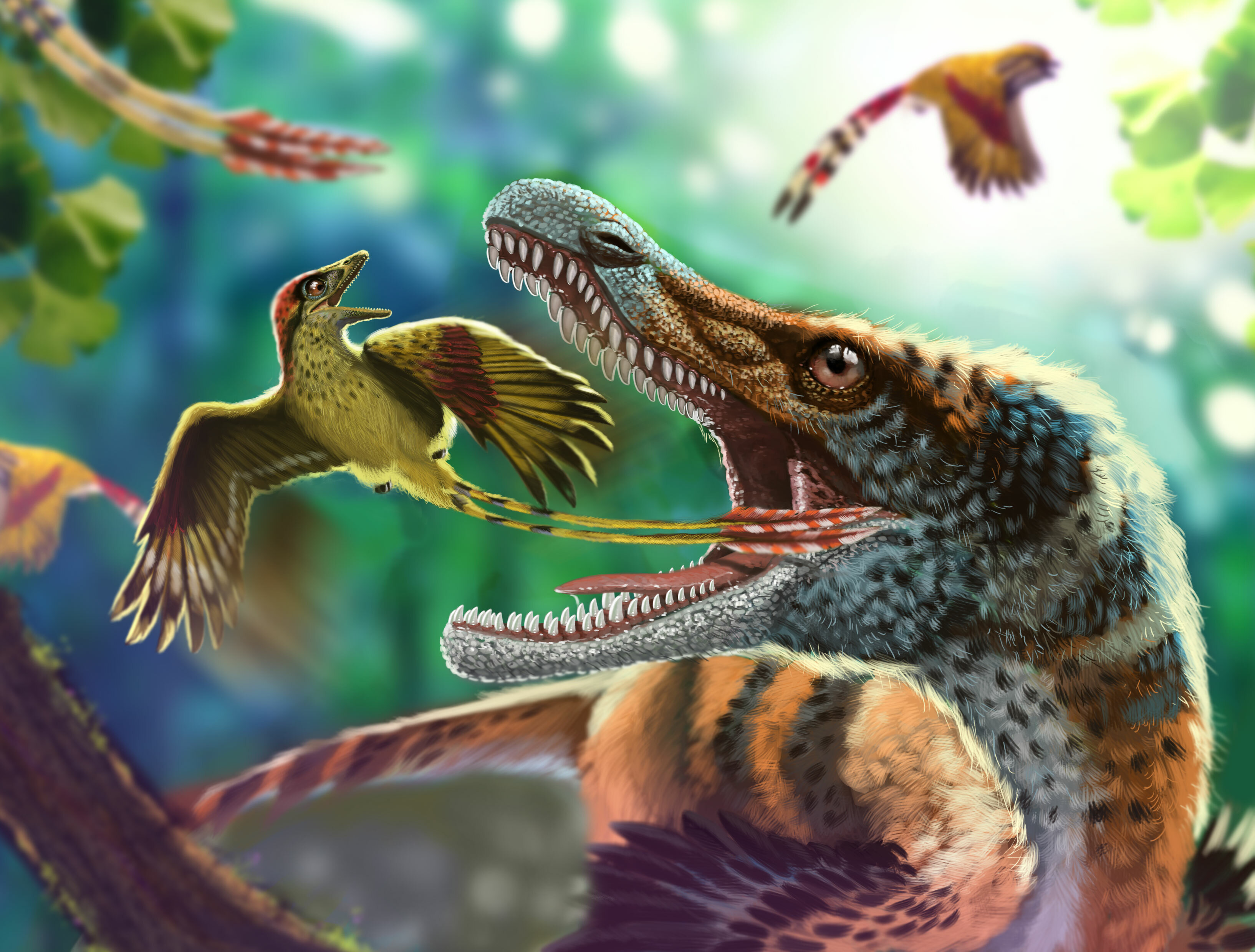
一只正在攻击克拉图鸟的小坐骨龙

小坐骨龍是種小型二足掠食性恐龍。身長估計約2.1公尺，體重估計約7公斤重。小坐骨龍的特徵是不對稱的坐骨。坐骨的左邊有個橢圓形的小孔，而右邊的同一位置上卻有一個凹痕。另外，小坐骨龍還保存了軟組織，在恥骨與坐骨之間有一些像氣囊的東西。過去一些學者曾假設，獸腳亞目恐龍的身體都有氣囊，而小坐骨龍的發現可能就是一個證明。另一個特徵是骨頭的骨壁很薄。

## 種系發生學
小坐骨龍被命名時被歸類於美頜龍科，與生存於侏羅紀晚期歐洲的美頜龍、白堊紀早期英格蘭的極鱷龍是近親。小坐骨龍是當時已知的唯一美洲美頜龍科。在2010年，德恩·奈許提出小坐骨龍可能是暴龍超科的基礎物種。

## 外部連結
- The Theropod Database
- Mirischia at DinoData （页面存档备份，存于）
- Tetrapod Zoology post on basal tyrannosauroids （页面存档备份，存于）